# Casino de Bagnères-de-Luchon
Le casino de Bagnères-de-Luchon est un complexe situé à Bagnères-de-Luchon en Haute-Garonne. Les jeux étant fermés, le lieu comporte tout de même plusieurs salles dont un théâtre de 270 places qui est classé monument historique.

## Histoire
Le casino de Bagnères-de-Luchon a été construit en 1880, par l’architecte Raymond Castex, de style historiciste classique.
En 2017 il fait partie du groupe Société française de casinos (gestionnaire).

## Description

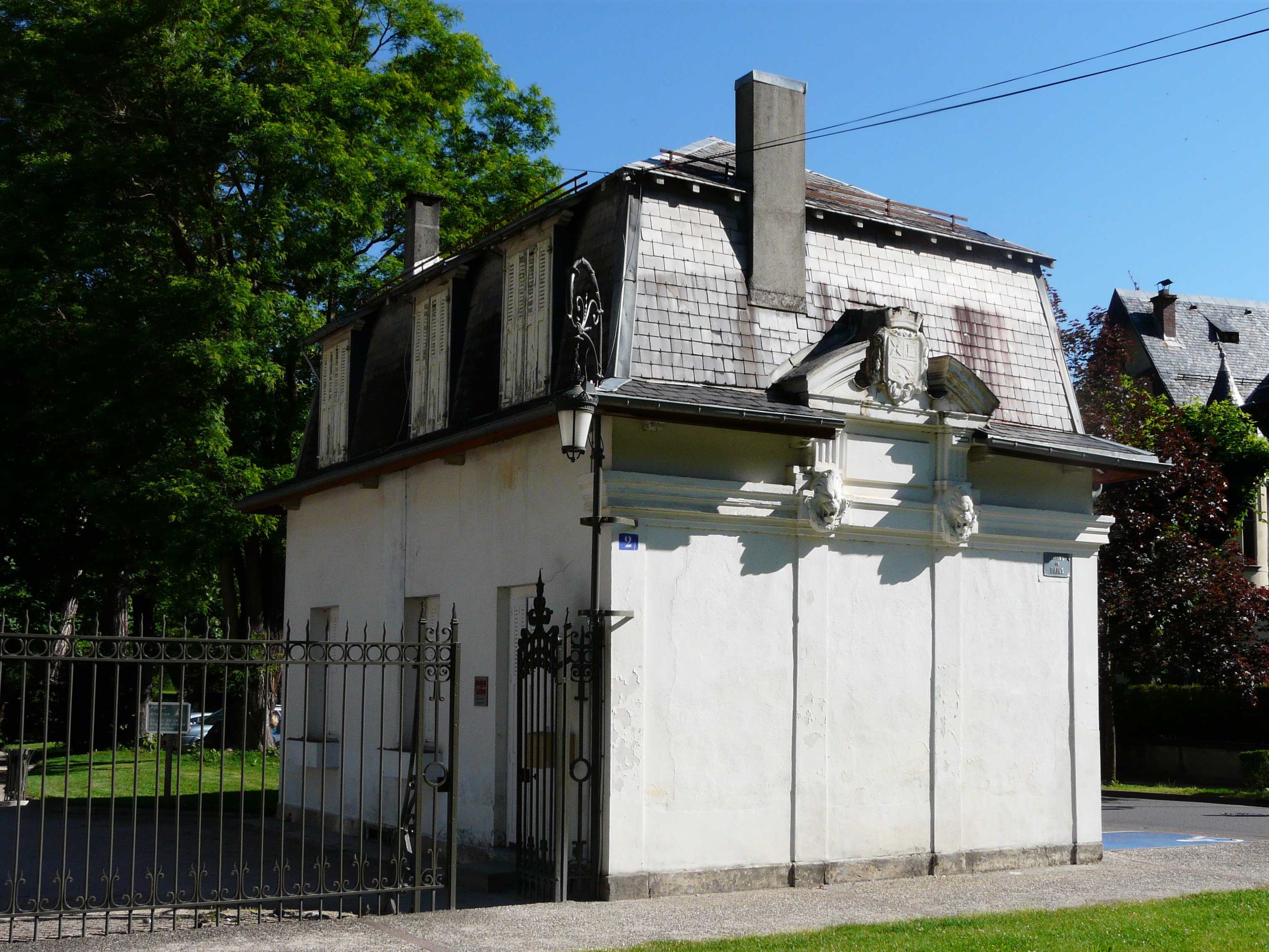
Un des deux pavillons à l'entrée du parc.

La salle de spectacle (salle Henri-Pac) de 500 places est inscrite à l’inventaire supplémentaire des Monuments historiques depuis 1999.
Véranda avec vitraux de Louis-Victor Gesta, parc dessiné par l'architecte paysagiste Chevallier sur près de 4 hectares, pavillon normand,

## Représentations
- Tournoi des voix d’or.
- Festival des créations télévisuelles de Luchon

### Spectacles

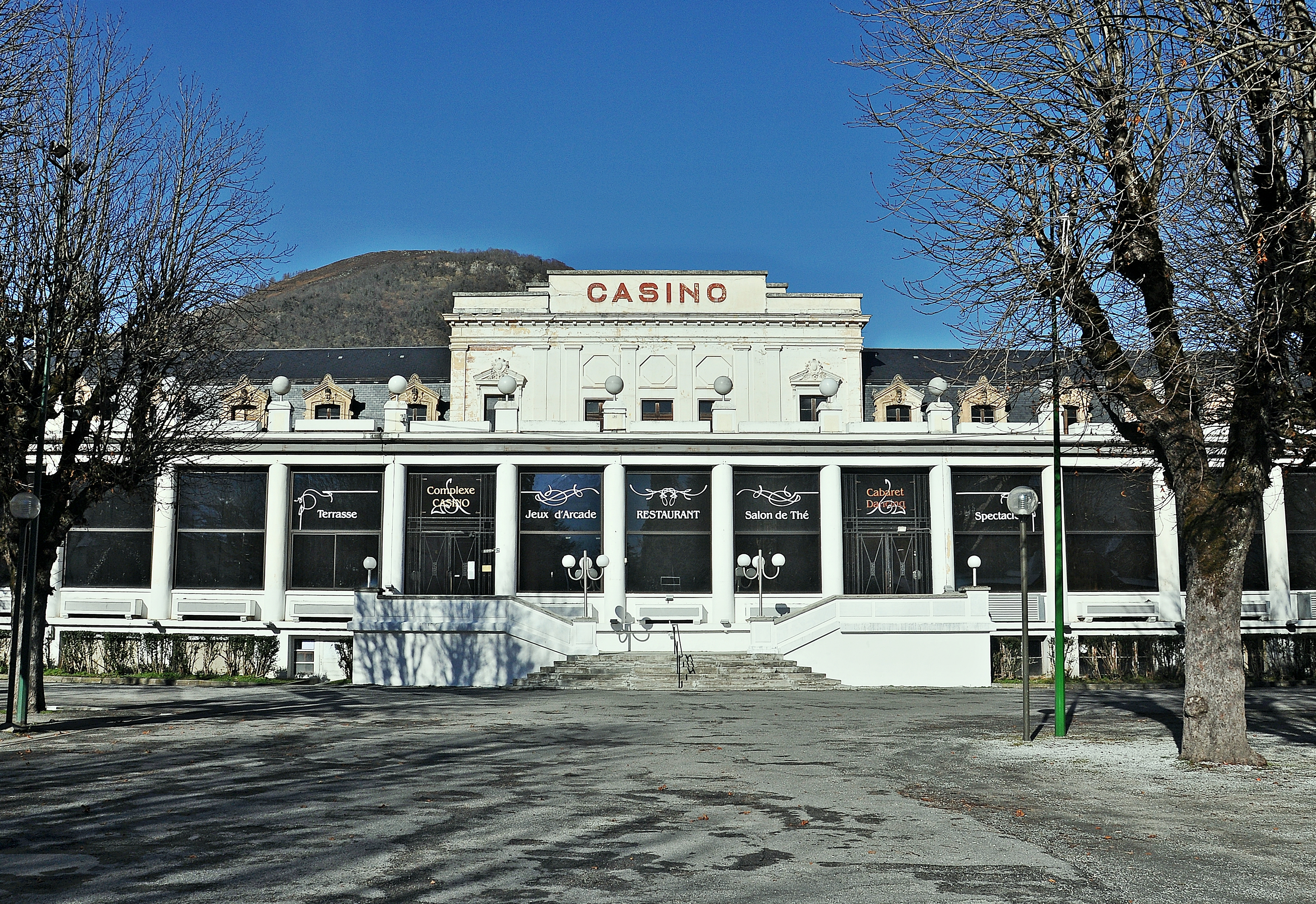
Entrée du casino.

Sidney Bechet, la Belle Otero, Sacha Guitry, Charles Trenet, Stéphane Grappelli, Michel Galabru, Michel Jonasz...